# Reza Shojaijan
Reza Shojaijan, född 22 februari 1955, är en svensk skådespelare.

## Filmografi
- 1998 – Svenska hjärtan (TV-serie) (TV)
- 1998 – Sagan om dansaren (kortfilm)
- 2000 – Före stormen